# Музей Орта

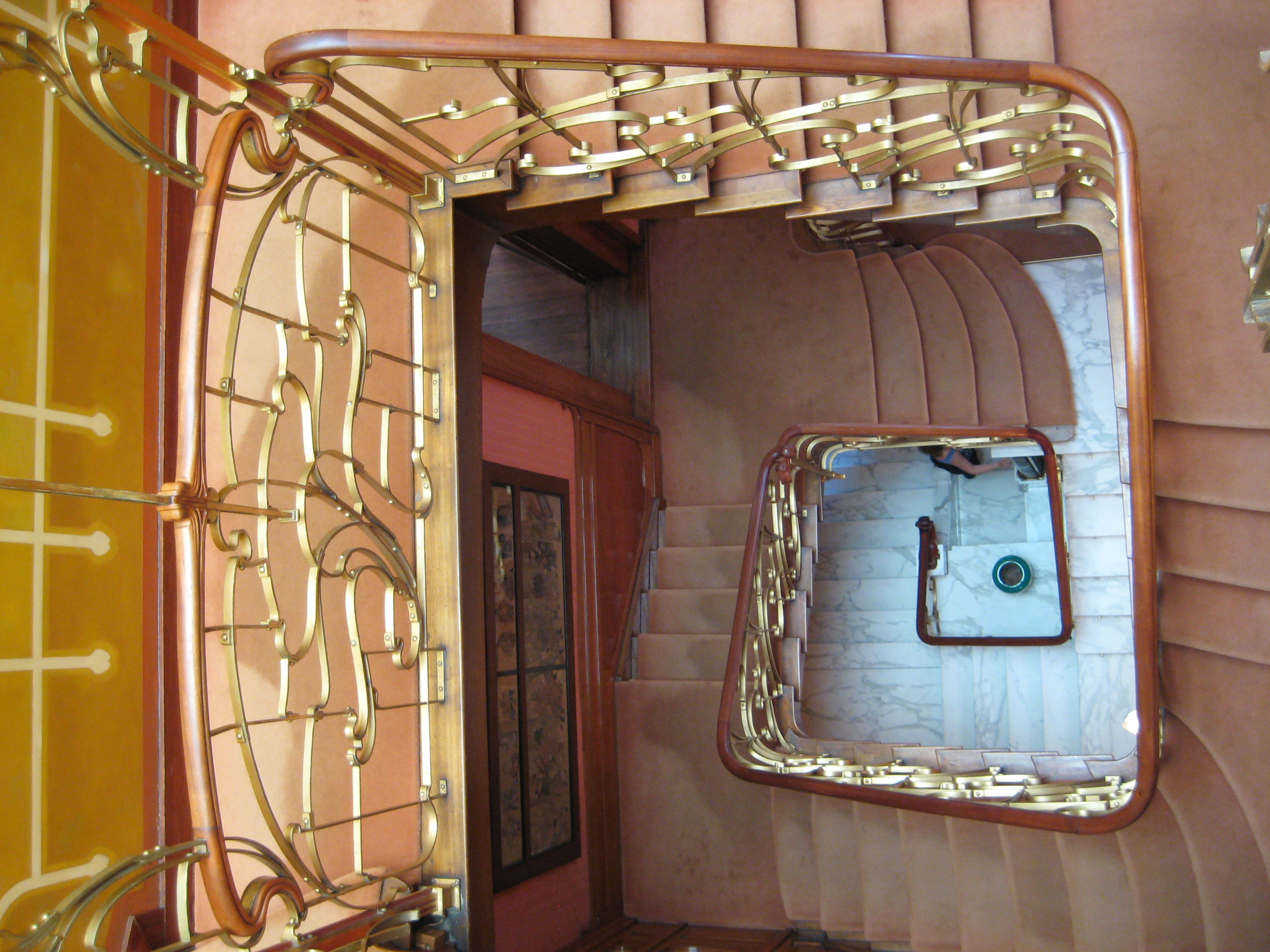
Часть внутреннего интерьера.

Музей Орта́ — музей в столице Бельгии Брюсселе, экспозиция которого посвящена жизни и творчеству архитектора Виктора Орта́. Музей расположен в том же здании, которое когда-то было домом проживания и творческой мастерской самого Орта. В 2000 году здание музея вместе с тремя особняками, построенными по проектам Орта (особняк Тасселя, дом Сольве, особняк ван Этвельде), было внесено в список Всемирного наследия ЮНЕСКО.

## История
Здание было построено по проекту и в соответствии с заказом самого Орта в 1898—1901 годах, который использовал его в качестве своего рода «лаборатории», изучая различные методы строительства, применяя наиболее прогрессивные для того времени технологии. Даже после окончания строительства Орта продолжал вносить изменения в облик дома, в 1906 году к дому прибавился сад. Орта арендовал здание после развода, но в конечном итоге стал владельцем и постоянным жителем дома и внёс некоторые изменения в его интерьер. Орта увеличил студию, добавил открытую террасу и зимний сад. Вид пространства перед домом изменился после возведения гаража Орта в 1911 году. Дом был продан майору Генри Пинте в 1919 году, а в 1926 году две части здания были отделены друг от друга. Муниципалитет Сен-Жиль приобрел в 1961 году жилую часть дома, чтобы создать там музей, посвященный Орта. В 1967 году была проведена реконструкция дома под руководством Жана Дели, после чего структура здания в большей степени стала соответствовать его музейному назначению. В 1969 году музей был открыт для публики. В 1970-х и 1980-х годах также проводились различные работы по реконструкции.

## Описание
Внутри музея находится постоянная экспозиция, включающая коллекцию мебели в стиле модерн, инструменты и предметы искусства, использовавшиеся Орта и его современниками, в том числе документы, связанные с жизнью Орта. Музей организует временные выставки на темы, связанные с Орта и его искусством. 
Здание имеет средние размеры, общая ширина составляет 12,5 м, в том числе 6,7 м жилой части и 5,8 м у студии. Дом имеет три этажа, его кровля имеет два ската с обеих сторон. Крыльцо дома построено из камня и украшено металлическими поручнями. В здании была реализована новаторская для того времени концепция организации пространства дома: комнаты открываются в лестницу, увенчанную стеклянным потолком, позволяющим наполнить это пространство естественным освещением.